# Menetrierova bolest
Menetrierova bolest (naziva se i hipoproteinemijska hipertrofična gastropatija) je rijetka bolest želuca koju karakterizira povećanje broj stanice želučane sluznice, povećano stvaranje želučane sluzi s posljedičnim gubitkom proteina i smanjenom lučenjem kiseline.
Bolest je nepoznatog uzroka, a povezuje se s povećanim stvaranjem transformirajućeg čimbenika rasta alfa (TGF-α).
Oboljeli najčešće navode bolove u trbuhu, oslabljen apetit, mučninu, povraćanje, a gubitak proteina se može manifestirati edemima. Dijagnoza bolesti se povrđuje pregledom želuca endoskopijom (EGDS) i uzimanjem uzroka za patohistološku analizu.
Bolest se liječi antisekrecijskim lijekovima (npr. inhibitori protonske pumpe), antikolinerigicima, kortikosteroidima, a u najtežimk slučajevima potrebno je i kririško liječenje.
Bolest je nazvana prema francuskom liječniku Pierre Eugène Ménétrier (1859–1935).